# Jezioro Somite
Jezioro Somite(także Rosiczka) – jezioro na Równinie Drawskiej, położone w województwie zachodniopomorskim, w powiecie choszczeńskim, w gminie Bierzwnik, w Puszczy Drawskiej. 
Powierzchnia zbiornika wynosi 8,52 ha. Jezioro ma maksymalną głębokość wynosi 1,0 m. 
Zbiornik znajduje się w zlewni Mierzęckiej Strugi.
Jezioro Somite jest otoczone lasem Puszczy Drawskiej. Na południe od jeziora znajduje się jezioro Przytoczno.